# Sphoeroides lobatus
Sphoeroides lobatus är en fiskart som först beskrevs av Franz Steindachner 1870.  Sphoeroides lobatus ingår i släktet Sphoeroides och familjen blåsfiskar. IUCN kategoriserar arten globalt som livskraftig. Inga underarter finns listade i Catalogue of Life.